# Kamisama Kazoku
Kamisama Kazoku (神様家族?  lit. Familia de Dios) es una serie de anime basada en las novelas ligeras de Yoshikazu Kuwashima, que se estrenó 18 de mayo de 2006 en Japón a través del canal de televisión Animax. La serie original de novelas ligeras concluyó con 8 volúmenes, sin embargo el 25 de enero de 2008, se lanzó una secuela titulada Kamisama Kazoku Z (神様家族Z?).

## Argumento
Samatarou Kamiyama es el hijo de un dios y tiene que vivir en el mundo humano con su familia para aprender sobre ellos, con el fin de convertirse en un mejor dios cuando llegue el momento de suceder a su padre. Su amiga más cercana es Tenko, su ángel guardián Samatarou desde su nacimiento. Un día se enamora de Kumiko Komori, una chica que se acaba de transferir a su escuela, y decide ganar su corazón sin depender de sus poderes divinos, ajeno al hecho de que Tenko se ha enamorado de él. Pero pronto descubrirá que Kumiko no es una simple niña transferida.

## Personajes
Samatarou Kamiyama (神山 佐間太郎 Kamiyama Samatarō?)
- Seiyū: Daisuke Kishio

Samatarou es hijo de un dios (Kami) y una diosa (Megami), que está estudiando la humanidad en la Tierra con el fin de ser una deidad mejor cuando él este listo para suceder a su padre. Samatarou no es humano, lo demuestra el hecho de que él nunca menciona haber sentido mucha hambre y por el comentario de Tenko de que no debe ser demasiado afectado por el dolor cuando se le golpea. Samatarou no parece tener un control total de sus poderes, sin embargo, es capaz de comunicarse con telepátia y muestra otras habilidades con poca frecuencia. Samatarou es generalmente bondadoso, respetuoso con la gente y capaz de los actos de coraje y determinación, pero es fácilmente avergonzado por las payasadas de su familia alocados y es fácil de sobornar con pan yakisoba. En general está harto de su vida, y de la actitud de su familia (como lo tratan y las cosas que hacen) , pero todo cambia cuando se enamora de Kumiko. Al principio estaba confundido, porque quiere a Tenko pero no se olvidó de Kumiko, pero se da cuenta de que en verdad está enamorado de Tenko.
El apellido y el nombre de Samatarou indica que es un Dios, debido a que es Kamisama (Kami viene de Kamiyama y Sama viene de Samataro).
En "Kamisama Kazoku Z" se convierte en un 'dios', pero según sus palabras, parece que es sólo "un aumento de los impuestos."
Tenko Kamiyama (神山 テンコ?)
- Seiyū: Ami Koshimizu

Tenko es una ángel de pelo rosa, y ojos de color rosa que fue convocada a la Tierra el mismo día en que Samatarou nació, para ser su tutora y guía hasta que estuviera listo para seguir adelante por sí mismo. Desde entonces Tenko apareció en la forma de un recién nacido, ha crecido con Samatarou y desarrollado sentimientos por él con el tiempo. Esto no le impidió actuar con conciencia y ocasionalmente castigar a Samatarou de sus fechorías. Tenko trata de ayudar a su cargo con su primer amor, solo para sufrir sentimientos encontrados cuando se da cuenta de sus propios sentimientos. A pesar de tener fuerza de voluntad considerable y la integridad, Tenko es en cierto modo tan inocente como un niño y le falta un poco de conocimiento del tráfico humano en general. Por ejemplo, ella era bastante ignorante sobre el método de concepción de los hijos y es operada por la misma explicación que Meme tiene; el primer beso de un chico y una chica, luego viene la cigüeña. Un rasgo definitorio de Tenko es que, cada vez que sufre un extremo emocional de algún tipo, el vapor entra en erupción de forma visible la parte superior de la cabeza.
El nombre Tenko es una variación de Tenshi que significa Ángel.
En "Kamisama Kazoku Z" se convierte en una arcángel, pero no gana más o menos las habilidades de vuelo, y en realidad nada cambia de la serie original.
Kumiko Komori (小森 久美子 Komori Kumiko?)
- Seiyu: Ai Maeda

De pelo negro, y ojos oscuros, Kumiko Komori es delgada y bonita temporalmente se transfiere en la misma escuela que Samatarou y Tenko y se convierte en el primer amor de Samatarou. Después de convertirse en víctima de alguna emoción por influir en Misa y Meme, Kumiko desarrolla sentimientos genuinos de Samatarou cuando él la salva de una mala caída. Más tarde, cuando volvió se transfiere a la escuela, trata de desarrollar una relación más estrecha con Samatarou, pero sorprendentes revelaciones se hacen. Resulta que Kumiko es la hija de un demonio femenino, que se dirige Samatarou y su familia. Kumiko ha estado cuidando de su madre, darle de comer la energía de las almas humanas, desde sus poderes demoníacos comenzó a manifestarse en la escuela media sin ningún tipo de reciprocidad. Al final, ella trata de escapar de su destino como un demonio y le pide ayuda a Samatarou. Después de la culminación del anime, cuando se ha recuperado el contacto con su verdadera herencia, Kumiko cambia de nuevo en un ángel como Tenko.
En "Kamisama Kazoku Z" se convierte en 'Kumiko Oomori (大 森 久 美 子 Kumiko Oomori?) ". Esto vino de la simple idea de que poner "大 (grande?) De la letra sería una espléndida.
Osamu Kamiyama (神山 治 Kamiyama Osamu?)
- Seiyū: Masashi Ebara

Osamu es el padre de Misa, Samatarou y Meme y marido de Venus. Osamu aparece como un hombre mayor, que actúa juguetón y parece ser un amado esposo y padre, aunque un tanto extraño. Cuando en su lugar de trabajo en los cielos, la ocupación principal de Osamu parece ser la concesión de los deseos humanos. Antes de Samatarou comenzó a mostrar su propia iniciativa para conseguir lo que quería, Osamu frecuencia echado a perder a su hijo y heredero, la concesión de todos sus deseos al instante, incluso si no Samatarou particular que él. Debido a Osamu tiende a ir por la borda la hora de conceder los deseos de su hijo, se sienten incómodos a su hijo. Desde que Samataru comenzó a avanzar por sí mismo, Osamu se ha mantenido en su lugar de trabajo, haciendo su propio trabajo. Sin embargo él no se opone a las visitas de su familia. 
En "Kamisama Kazoku Z" se convierte en el "dios de alta densidad (大 神 様 Oogamisama?)", Pero sin que sus tareas diarias ha ido, se ha convertido en aún más comprometido.
Venus Kamiyama (神山 ビーナス Kamiyama Bīnasu?)
- Seiyū: Nanaho Katsuragi

Venus es la madre de Misa, Samatarou y Meme y la esposa de Osamu. La diosa del amor aparece como una mujer hermosa, que no acaba de actuar de su edad y le encanta jugar con sus hijos y su esposo. Se las arregla para avergonzar a su hijo Samatarou con frecuencia cuando lo hace, ya que tiende a participar en el cosplay y ha dejado claro que había participar en la desnudez ocasional y, si no fuera así Samatarou muertos-set en contra de la idea. Venus parece tener un complejo pequeño de su edad y apariencia, ya que ella puede ir balísticos cuando se dirigió como "señora" o "abuela" y se distrae con facilidad del tema, si ella se convierte de repente está  preocupada por su edad y la apariencia. Además, Venus ha demostrado gran celo cada vez que parece que una niña puede estar robando "su Samatarou-chan 'de distancia de ella, incluso cuando ese alguien podría ser Tenko. A pesar de sus rasgos más tontas, Venus muestra una flexibilidad considerable, la compasión y la sabiduría cuando surja la necesidad. Cuando ella estaba temporalmente humana, su personalidad era completamente opuesta, se vuelve fría y distante de sus hijos.
En "Kamisama Kazoku Z" se convierte en la 'diosa de alta densidad (大 女神 様 Oomegamisama?) ", Pero no hay cambios de la serie original.
Misa Kamiyama (神山美佐 Kamiyama Misa?)
- Seiyū: Yumi Touma

Misa es la más antigua (conocida) hija de Osamu y Venus, la hermana mayor de Samatarou y Meme. Misa es una candidata para el estado de la diosa que ya controla la mayor parte de sus poderes, una de sus especialidades está influyendo en las emociones de la gente por lo que van a hacer lo que quiere Misa. Cuando la puerta de su casa de la familia, Misa proyecta la imagen de una chica dulce, recatada y ha ganado muchos seguidores. Esto a pesar del hecho de que aparentemente considera "escoria" los hombres, ya que ella siente que todos piensan de la misma manera. En casa, ella tiende a la sala en ropa interior y disfruta de las burlas de su hermano pequeño y Tenko. Con frecuencia va acompañada de Venus y los numeritos de Osamu, al parecer solo para hacer reír a costa de Samatarou, pero no es afectado por las travesuras de sus padres, ella misma, al parecer, posee una amplia fuerza de voluntad. Misa es bastante perceptiva y no sin compasión, cuando surja la necesidad, va a ayudar.
Durante su breve período como un ser humano, Misa era mucho más tímido que ella es como un candidato a Diosa y de hecho tenía un novio. En su forma verdadera, ella no parece tener ninguna relación estable.
En "Kamisama Kazoku Z" se convierte en una diosa, pero no hay cambios en ella, como su personaje, etc
Meme Kamiyama (神山メメ Kamiyama Meme?)
- Seiyū: Akemi Kanda

Meme es la hija menor de Osamu y Venus, la hermana menor de Misa y Samatarou. Meme es una candidata para el estado de diosa y controla algunos de sus poderes, a pesar de su corta edad, al igual que su hermana Misa, ella es muy hábil en el control de las emociones de la gente. Meme suele aparecer emociones y actúa muy madura para su edad, pero ella es un niño. Su falta de experiencia puede causar a unirse con las travesuras locas de sus parientes mayores, posiblemente porque ella no tiene ninguna razón para pensar lo que están haciendo es de alguna manera no razonable.
Durante su breve período como un ser humano, Meme era un niño mucho más hacia fuera alegre, pero parece ser bastante despistado, se las arregló para poner los zapatos equivocados en su pie sin darse cuenta de que algo andaba mal.
En "Kamisama Kazoku Z" se convierte en una diosa, pero no hay cambios visibles en ella.
Shinichi Kurishima (霧島進一 Kurishima Shin'ichi?)
- Seiyū: Hiroaki Miura

Shinichi es amigo de Samatarou y de Tenko en la escuela. Él es muy chica loca y con frecuencia su discurso con pimientos frases en inglés cuando se emociona - lo que hace a menudo, especialmente cuando se habla de las niñas. Sus amigos lo consideran algo así como un idiota, por desgracia no sin razón, pero parece ser esencialmente bondadoso. Con el tiempo, Shinichi logra desarrollar una relación romántica con Ai Tachibana, para el horror de Samatarou y Tenko. A pesar de su sensación de aprensión y disgusto ocasional con Ai, Shinichi es aparentemente fiel a la relación.
En "Kamisama Kazoku Z" aparece como un adulto. Casado con Ai, que tiene una hija llamada 'Lulu (ルル). Llega a la clase en la que Ai enseña solo por razones tales como Lulu no es hipo, etc, y Samatarou piensa que "se ha convertido en lo que es peor que antes."
Fumiko Komori (小森フミコ Komori Fumiko?)
- Seiyū: Mariko Kouda

Una demonio femenino, la madre de Kumiko. Muy sádica y malvada, Fumiko engaña a su única hija a pensar que su juventud y el poder se escapaba y que necesitaba la energía de las almas humanas a sí misma sostener, todo en un esfuerzo por convertir a su hija en un verdadero demonio en el corazón. Ella no muestra compasión ni el cuidado de su propia hija y en un principio la envía a la captura de Samatarou, por lo que puede comer en su inmensa energía. Al final de la serie de anime, se revela que Fumiko una vez fue un ángel quien se enamoró de un hombre mortal y Kumiko concebido con él. El mortal dejó a los dos cuando vio a la herencia angélical de Kumiko y el corazón de Fumiko se rompió y se convirtió en un demonio.
Suguru (スグル?)
- Seiyū: Yasuhiro Takato

Suguru afirma ser un arcángel. Se pone en contacto con Tenko cuando cree que Samatarou es capaz de seguir adelante sin su tutoría, a partir de ahora, y llega a la Tierra a sí mismo cuando Tenko pide un período de gracia de tres días, solo para pasar más tiempo con Samatarou. Suguru aparece como una alcancía, que puede volar y le dice a la cantidad de dinero que contiene y recibe, de acuerdo con él porque no quería llamar la atención sobre sí mismo. Parece que se molesta cuando se dirigen a él como «cerdo», que afirma ser un arcángel más espléndido. Sus afirmaciones no hacen nada para evitar que Tenko de pegarle en torno a un par de veces. Se sugiere al final del anime que Suguru es el padre de Tenko, pero que aparentemente ha optado por no revelar esto a ella - todavía.
En "Kamisama Kazoku Z" se convierte en un 'arcángel de gran alcance (大大 天使 Dai-Dai-Tenshi?). Sin embargo, para jactarse de sí mismo que es superior a Papa (Osamu) para tener dos letras "大 (grande?) 'S, se coloca encima del televisor.

## Música
Opening"Brand New Morning" por Mai Mizuhashi.
Ending"Toshokan de wa Oshiete Kurenai, Tenshi no Himitsu" (図書館では教えてくれない、天使の秘密?) por Miraku (Mai Mizuhashi, Mayu Kudō y Fumika Iwaki).